# دامه
دامه (تنطق بالهولندية: [ˈdɑmə]) هي بلدية تقع في بلجيكا مقاطعة فلاندرز الغربية

## معرض صور

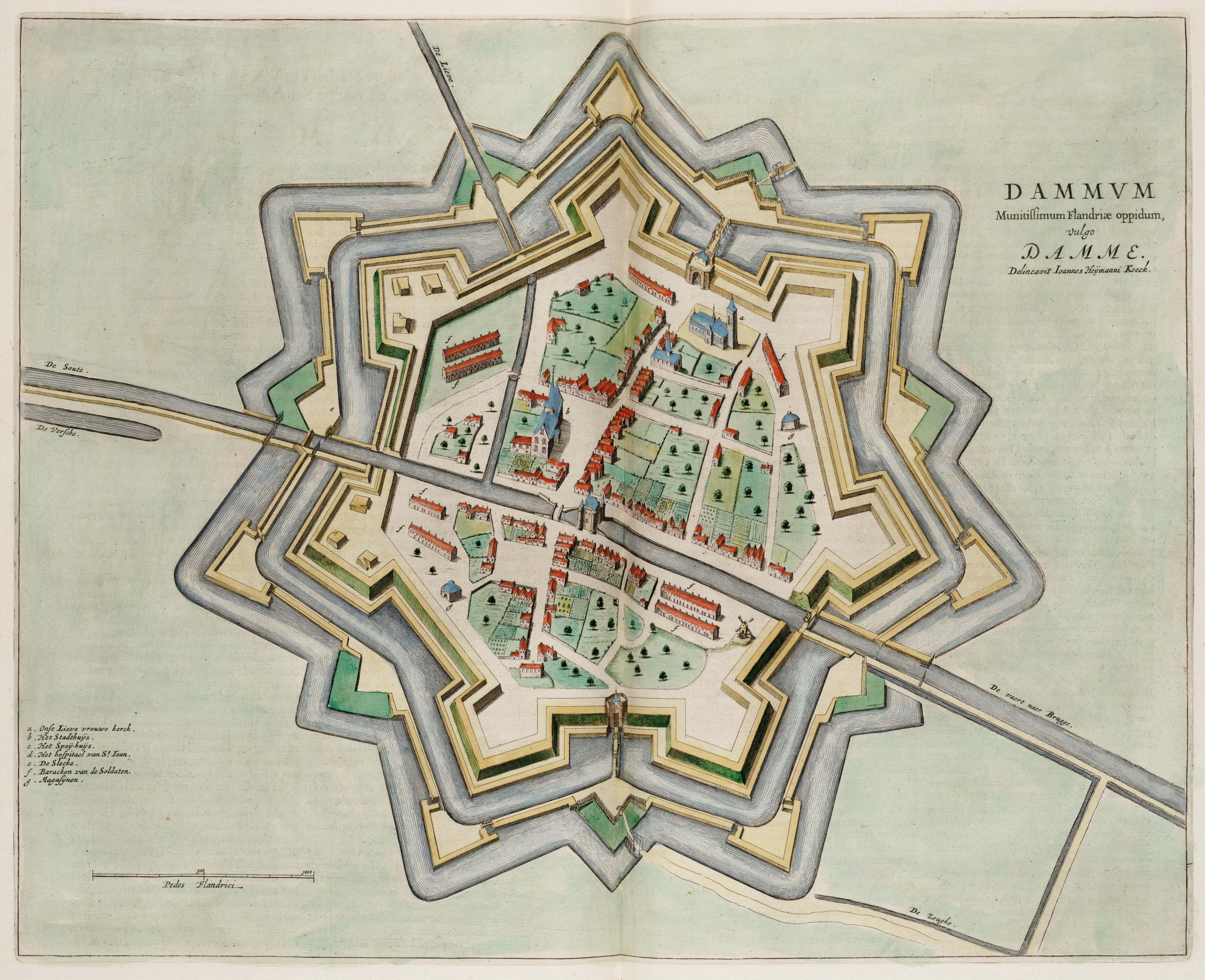
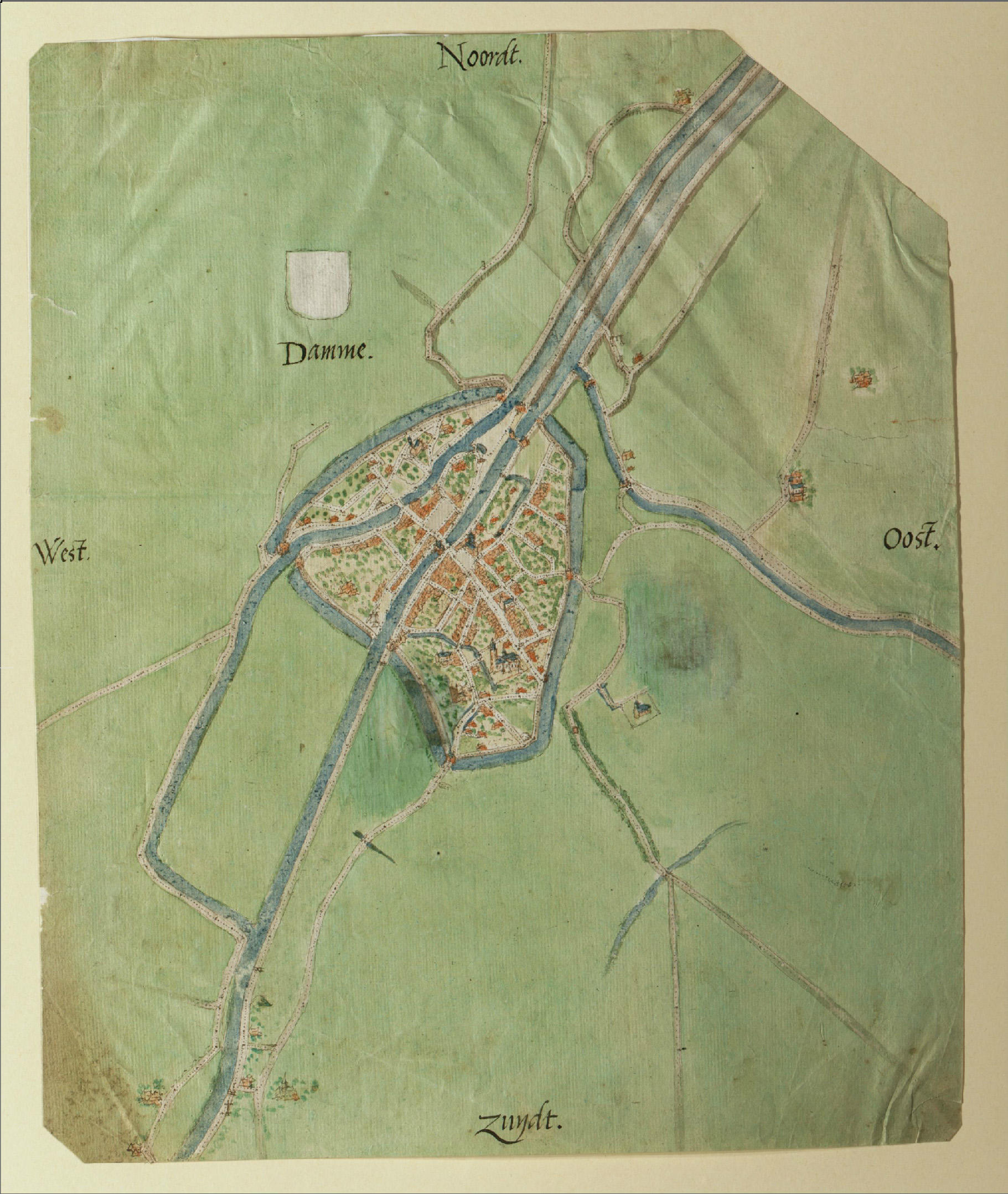
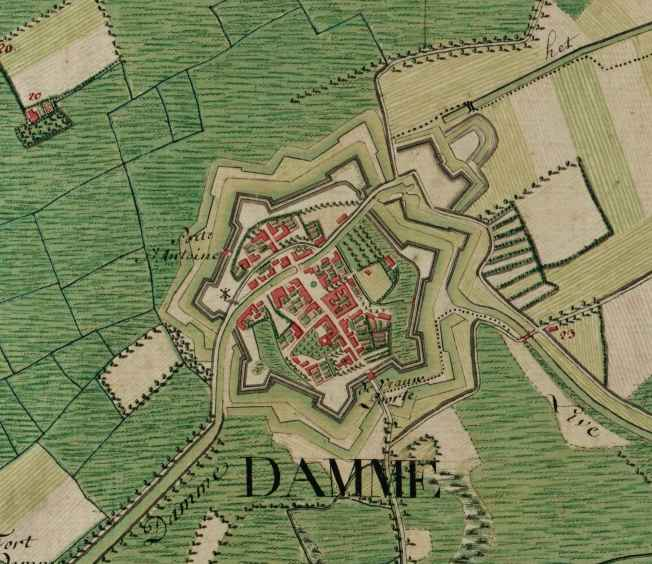

## توأمة
لدامه اتفاقيات توأمة مع:
- دامة